# ニコラ・ジェコフ

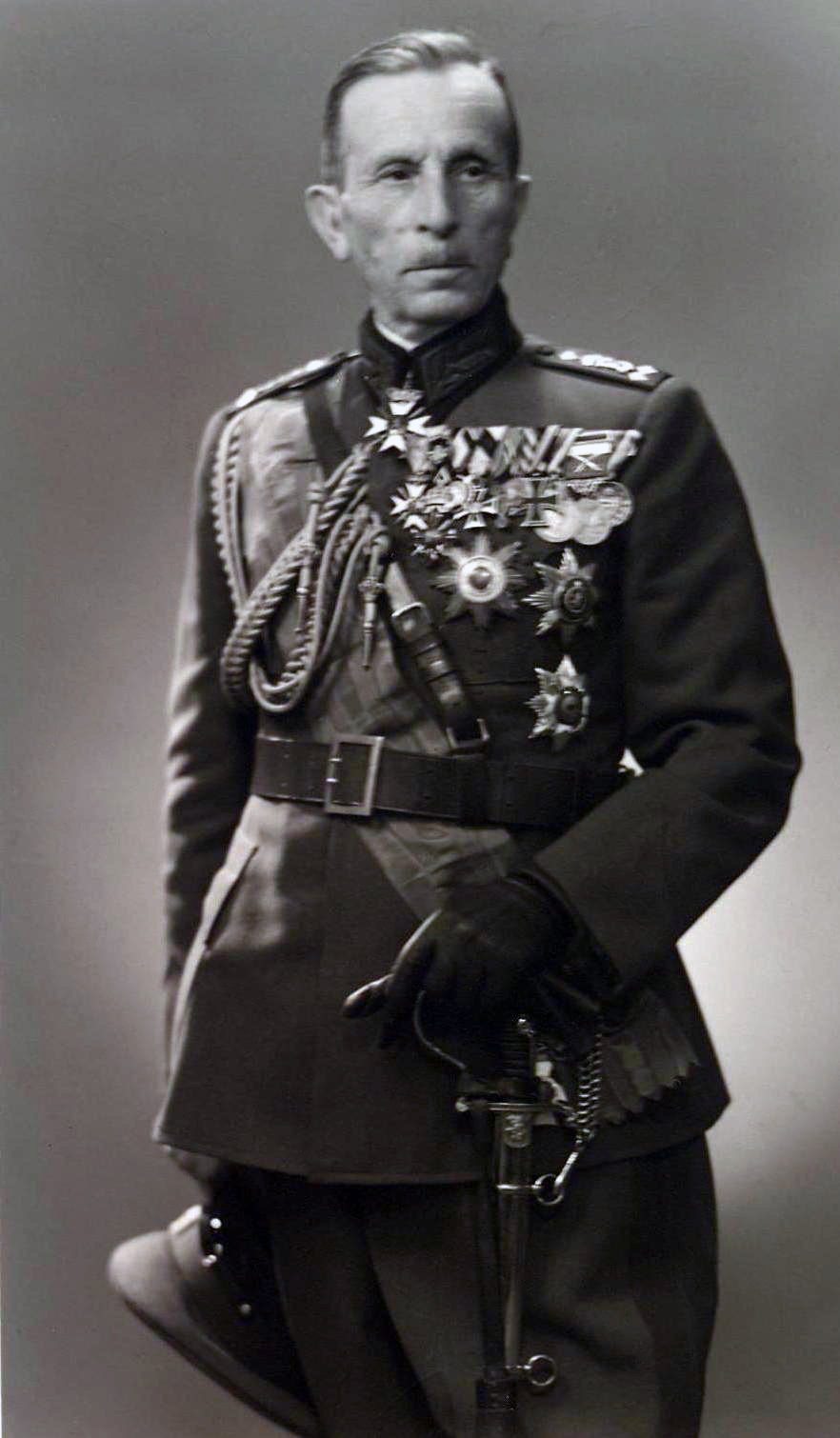

ニコラ・ジェコフ（Никола Жеков；1864年2月25日 - 1948年11月1日）は、ブルガリアの軍人。歩兵大将。
スリヴェン出身。1885年、義勇兵として予備連隊に入り、セルビア・ブルガリア戦争に従軍。1886年、士官候補生としてアレクサンダル公を打倒するクーデターに参加し、このことで兵卒に落とされたが、同年、恩赦。1887年、ソフィアの軍事学校、1898年、トゥリンの高等軍事学校を卒業。第2砲兵連隊に配属。1900年から国防省の特別委任将校。1901年～1909年、予備役少尉学校長、後に第1ソフィア歩兵師団長。1912年、軍事学校校長。
1912年～1913年の第一次バルカン戦争時、第2軍参謀長となり、オドリン地区で行動した。1913年の第二次バルカン戦争には参加しなかった。軍事行動終結後、西トラキア占領軍の参謀長に任命。1915年8月から10月まで国防相を務め、第一次世界大戦参戦直前のブルガリア軍を指揮した。
1915年10月から終戦まで、ブルガリア軍総司令官を務め、軍の指導を一手に集中させたが、その行動はドイツ軍司令部により厳格に統制された。雄弁家であり、軍内で大きな権威を有した。1918年9月、病気になり治療のためウィーンに赴き、ゲオルギ・トドロフ将軍に指揮権を譲った。
ブルガリア占領後、軍から解雇され、オーストリアとドイツで亡命生活を送った。1921年、ブルガリアに帰国し、「国家的大惨事の有責者」として逮捕され、禁固10年を言い渡された。3年後に恩赦。1931年から軍事アカデミーで講義を行う。「勇気に対する」勲章受章者協会名誉会長。1930年～1940年代、親ファシスト勢力を支持し、アドルフ・ヒトラーと個人的に会見した。1944年、ドイツに亡命。
西ドイツのヒュセン・アルゴイで死去。
「ブルガリアの軍隊。1878年～1928年」、「社会現象としての戦争」（1931年）等の著作がある。